# No Time to Die (2021)
No Time to Die is de 25e film uit de James Bond-reeks. Het is een Brits-Amerikaanse actiethriller uit 2021, onder regie van Cary Joji Fukunaga. De wereldpremière was op 28 september 2021 in Londen. De hoofdrollen worden vertolkt door Daniel Craig, Rami Malek, Léa Seydoux, Lashana Lynch en Jeffrey Wright.

## Verhaal
Een moeder (vrouw van Mr. White) en dochter (Madeleine Swann) verblijven in hun huis in Noorwegen wanneer een gemaskerde man op komt dagen. De man schiet de moeder dood en gaat op zoek naar de dochter. De dochter weet een pistool te vinden en schiet daarmee de man neer, die door een balustrade naar beneden valt. De dochter sleept de man naar buiten de sneeuw in, waarbij hij opeens weer ontwaakt. Omdat hij nog steeds zijn geweer bij zich draagt, besluit de dochter over het ijs heen weg te rennen. Ze zakt er doorheen en kan niet meer boven komen. De man kijkt door het ijs toe en besluit uiteindelijk op het ijs te schieten, waarna hij het meisje door de schotsen uit het water haalt.
James Bond verblijft jaren later met Swann in een hotel in Italië tijdens een festival waarbij mensen hun geheimen op een papiertje schrijven, om deze daarna in brand te zetten. Swann geeft aan dat ze geen geheimen tussen haar en Bond wil. Bond bezoekt in reactie daarop het graf van Vesper Lynd. Aangekomen bij het graf steekt hij een briefje met "Forgive Me" in brand en vindt hij een SPECTRE-logo. Bij het oprapen ontploft een explosief in het monument en wordt Bond op zijn terugweg naar het hotel onder vuur genomen door een man met een bionisch oog die later bekend zal worden als Primo. Bij het hotel blijkt Swann de koffers al gepakt te hebben en de auto laten halen, wat bij Bond de suggestie wekt dat zij iets met de aanval te maken heeft. Ze vertrekken samen in de auto, waarbij ze door verschillende voertuigen en motoren worden achtervolgd. Uiteindelijk loopt dit uit op een patstelling op een klein plein, aan alle kanten afgesloten door auto's, waarbij Bond met zijn Aston Martin weet te ontsnappen door in cirkels te driften, terwijl een minigun de aanvallers onder vuur neemt. Na het afschudden van de laatste achtervolgers zet Bond Swann af in een trein en zegt hij dat ze hem nooit meer zal zien.
Vijf jaar later als Bond met pensioen is op Jamaica wordt hij benaderd door Felix Leiter en Logan Ash van de CIA en in een nachtclub opgedragen om naar Cuba te gaan om daar voor de VS de wetenschapper Valdo Obruchev op te halen. Valdo Obruchev is een paar dagen eerder, samen met een gevaarlijk bio-wapen, op een gewelddadige manier door een team van SPECTRE geleid door cycloop Primo uit een geheim laboratorium uit Londen gehaald. Bond neemt de opdracht met tegenzin aan en ontdekt op weg naar huis dat zijn Land Rover niet wil starten en stapt achterop bij een op een scooter voorbijrijdende vrouw die hij eerder in de nachtclub zag. Bij Bond thuis aangekomen maakt zij zich bekend als Nomi, de 00-agent die de plaats van Bond bij MI6 heeft ingenomen en nu zijn nummer draagt, 007. 
De dag daarop vertrekt Bond met zijn Spirit 46-zeilboot naar het communistische eiland, waar hij vlak voor aankomst een watervliegtuig bestuurd door Nomi over ziet komen.
Na samen met de lokale CIA-agente Paloma te zijn geïnfiltreerd op een SPECTRE-galafeest in Santiago de Cuba wordt Bond herkend door het oog van Primo. Op dat moment wordt een giftig gas losgelaten dat door Obruchev is samengesteld. Primo zegt dat niemand bang hoeft te zijn omdat het gif zo gecodeerd is dat het alleen Bond raakt, maar wat hij niet weet is dat Obruchev de samenstelling heeft aangepast zodat in plaats daarvan de DNA-sequentie van alle hooggeplaatste SPECTRE-leden het gif triggert en zij allemaal (op Primo die weet te ontsnappen na) ter plekke overlijden. 
Net wanneer Paloma en Bond de locatie verlaten met Obruchev, komt Nomi tussenbeide en lijkt het er even op alsof zij uiteindelijk de wetenschapper in handen krijgt. Het lukt Bond om Obruchev opnieuw in handen te krijgen en hij neemt hem uiteindelijk met het door Nomi gebruikte watervliegtuig mee naar een schip in de Golf van Mexico waar Felix Leiter en Logan Ash op hem wachten. Na de overdracht van de gevangene blijkt dat Logan Ash een dubbelspion is en zet hij Bond en Leiter buitenspel door hen in het ruim van het schip op te sluiten, waarna hij (wederom met het watervliegtuig) de wetenschapper meeneemt. Leiter wordt tijdens het gevecht levensgevaarlijk verwond en Bond weet ternauwernood te ontsnappen uit het schip nadat Ash een explosief af laat gaan en het vaartuig zinkt. Enige tijd later wordt Bond opgepikt door een passerend vrachtschip en gaat hij terug naar Londen.
Terug op het hoofdkwartier van MI6 blijkt dat het virus bestaande uit nanobots in het geheim is samengesteld in opdracht van M. Het doel was een wapen te ontwikkelen dat met 100% trefzekerheid de juiste persoon raakt. Het virus is onschadelijk voor mensen waar het doorheen reist tot het een persoon identificeert aan de hand van een DNA-profiel. Later blijkt dat het virus ook zo samengesteld kan worden dat direct verwanten van een persoon worden getroffen of dat er zelf specifiek gericht kan worden op bepaalde genetische merkers (zoals degene die ras bepalen). 
Omdat het enig overgebleven SPECTRE-lid Ernst Stavro Blofeld nog in de gevangenis zit, wordt besloten Bond hem uit te laten horen over zijn rol in de bijeenkomst op Cuba. Blofeld stond er om bekend alleen te willen praten met zijn psychiater (Swann), waardoor Bond haar voor het eerst in vijf jaar weer ziet. Swann is eerder die dag benaderd door Lyutsifer Safin, terwijl hij zich voordeed als nieuwe patiënt en bekendmaakte dat hij het is die haar moeder heeft vermoord omdat haar vader zijn hele familie had omgebracht. Hij dwingt haar om een parfum met het biowapen op te doen met de bedoeling het zo via aanraking met Blofeld aan hem door te geven. Echter, zodra Bond en Swann samen de verhoorruimte instappen en Swann eerder al weigerde Bond een hand te geven, geeft Swann al snel aan weg te willen en verlaat het vertrek. Bond probeert haar nog tegen te houden, waarbij hij de parfumplek aanraakt en zo besmet raakt. Na een conversatie met Blofeld probeert hij hem te wurgen om extra informatie uit hem te halen, maar infecteert hem daarbij onbewust met het virus. Bond laat hem al snel los en verlaat de ruimte, maar Blofeld blijkt nog geen minuut later te zijn overleden.
Het snelle vertrek van Madeleine Swann zorgt ervoor dat Bond haar verdenkt als medeplichtige en hij zoekt haar op in haar huis in Noorwegen. Daar blijkt zij een zo'n vijf jaar oude dochter genaamd Mathilde te hebben en vertelt ze hoe ze is gedwongen door Lyutsifer Safin. Bond heeft niet aan Q laten weten waar hij heen ging, maar als Q via het afgenomen bionische oog van Blofeld de locatie van Primo weet te vinden en dit doorgeeft aan Bond, vraagt Bond zich eerst af waarom Q zíjn locatie aan hem doorgeeft voor hij zich realiseert dat Primo dichtbij moet zijn en achter Swann aan zit. Bond vlucht met Swann en de dochter het huis uit maar wordt al snel ontdekt. Hij laat de twee met een wapen achter in een jagershut en weet zelf de meeste vijanden uit te schakelen. Nadat hij schoten uit de richting van de jagershut hoort, blijken Swann en haar dochter te zijn meegenomen.
Het blijkt dat Swann is ontvoerd naar een door zowel Rusland als Japan betwist eiland bij de Koerilen. Op het eiland bevindt zich een raketsilo uit de Tweede Wereldoorlog met een laboratorium en een grote ruimte om het virus in te vermeerderen. Bond gaat samen met Nomi naar het eiland door met een klein zweefvliegtuig uit een transportvliegtuig te duiken. Ze vinden al snel wetenschapper Obruchev, waarna Safin via de intercom laat weten Swann en haar dochter te hebben en Bond te willen zien. Bond vecht zijn weg naar Safin, waarna hij hen treft in een Japans uitziende kamer. Bond wordt ontwapend en neemt plaats aan de lage tafel en terwijl hij diep buigt om te erkennen dat Safin zijn meerdere is, pakt hij geniep een handvuurwapen en schiet alle beveiligers neer waarop Safin met het meisje door een gat in de vloer vlucht. Net als Bond de ruimte verlaat om haar te zoeken, komt hij Swann tegen die apart gevangen werd gehouden maar zelfstandig wist te ontsnappen. Terwijl Safin door een tunnel loopt om het eiland te verlaten met het meisje in zijn armen, bijt ze hem in zijn hand waarna hij haar daar achterlaat. Niet veel later vinden Bond en Swann haar en gaan moeder en dochter samen met Nomi van het eiland.
Op dat moment ontdekt Q dat er verschillende snelle boten naar het eiland komen, waarschijnlijk kopers van het gif. Bond vertelt M dat het eiland moet worden vernietigd, waarna deze van een kruiser, raketten af laat vuren die na negen minuten zullen inslaan. Bond moet op het eiland blijven om de luiken te openen van de raketsilo om te garanderen dat de productieruimte wordt vernietigd. Op weg naar de controlekamer komt hij Safin tegen die een reageerbuis met virus kapotslaat tegen Bond, met daarin DNA-markers van Swann. Bond doodt Safin, maar weet dat hij geen kans heeft ooit nog in de buurt te komen van Swann of het meisje, en dat hij via andere mensen het virus ook aan hen door kan geven. Hij opent de luiken van de raketsilo en wacht op de kruisraketten. In de tussentijd spreekt hij Swann via een radioverbinding en geeft ze aan dat Mathilde de dochter van Bond is. Als de kruisraketten inslaan staat Bond op het dak van het gebouw en wordt de verbinding met hem verbroken.
In de laatste scène wordt in een kantoor bij MI6 door Q een glas whiskey ingeschonken ter nagedachtenis aan James Bond, waarna Miss Moneypenny, M, en Nomi zelf ook een glas nemen. Diezelfde dag neemt Madeleine haar dochter Mathilde mee naar Matera, terwijl ze haar over haar vader begint te vertellen en zegt dat ze beiden alle tijd in de wereld hebben.

## Rolverdeling
- Daniel Craig als James Bond
- Christoph Waltz als Ernst Stavro Blofeld
- Naomie Harris als Miss Moneypenny
- Ralph Fiennes als M
- Ben Whishaw als Q
- Jeffrey Wright als Felix Leiter
- Léa Seydoux als Madeleine Swann, dochter van Mr. White
  - Coline Defaud als jonge Madeleine
- Lisa-Dorah Sonne[5] als Mathilde Swann
- Rami Malek als Lyutsifer Safin
- Rory Kinnear als Bill Tanner
- Ana de Armas als Paloma, een CIA-agente
- Lashana Lynch als Nomi, een 00-agente
- David Dencik als Dr. Valdo Obruchev
- Dali Benssalah als Primo "Cycloop"
- Billy Magnussen als Logan Ash
- Mathilde Bourbin als Madeleines moeder
- Brigitte Millar als Dr. Vogel

## Productie
De ontwikkeling van de film begon in het voorjaar van 2016. In oktober 2017 bevestigde Daniel Craig zijn terugkeer als James Bond. In februari 2018 werd bevestigd dat Danny Boyle de film zou regisseren, maar hij verliet de productie in augustus 2018. Cary Fukunaga werd vervolgens in september 2018 aangekondigd als zijn vervanger. Hij werd de eerste Amerikaan die een James Bondfilm regisseerde. De belangrijkste opnames begonnen in april 2019 in Port Antonio. Ook werden er opnames gemaakt in Londen, Nittedal en het Italiaanse Matera, Maratea en Gravina in Puglia. Op 20 augustus 2019 werd de naam van de film bekendgemaakt.
Aston Martin F1-reservecoureur Jessica Hawkins fungeert als stuntcoureur in alle achtervolgingsscènes in de film.

### Filmmuziek
De soundtrack werd gecomponeerd door Hans Zimmer. Billie Eilish zong de titelsong No Time to Die die zij samen met haar broer Finneas schreef.
De film eindigt met het nummer We Have All the Time in the World, door Louis Armstrong gezongen. Armstrong zong dit al voor de soundtrack van de James Bond-film On Her Majesty's Secret Service in 1969. In No Time to Die wordt het ten gehore gebracht ter herinnering aan wat Bond zei tegen Madeleine als ze naar Matera rijden.

### Release en ontvangst
Op 1 december 2019 kwam de teaser uit voor de eerste trailer en op 4 december 2019 werd de eerste trailer van de film vrijgegeven.
De release van No Time to Die stond oorspronkelijk gepland voor november 2019, maar werd uitgesteld tot februari 2020 en later naar april 2020 nadat Boyle het project verliet. Op 4 maart werd bekendgemaakt dat de releasedatum van 2 april 2020 uitgesteld werd naar 12 november 2020 in het Verenigd Koninkrijk en 25 november 2020 in de Verenigde Staten "na zorgvuldige afweging en grondige evaluatie van de wereldwijde bioscoopmarkt" ten gevolge van de uitbraak van het coronavirus (COVID-19), waardoor in diverse landen bioscopen door de overheid tijdelijk gesloten werden.
De wereldpremière werd vervolgens opnieuw uitgesteld naar 2 april 2021.
In januari 2021 werd die verplaatst naar 28 september 2021 en de release in de Verenigde Staten naar 8 oktober 2021 en in Nederland naar 30 september 2021, wederom vanwege de maatregelen tegen de pandemie. Uiteindelijk vond de wereldpremière plaats op 28 september 2021 in de Royal Albert Hall in Londen.
Op Rotten Tomatoes heeft No Time to Die een waarde van 83%, gebaseerd op 430 recensies. Op Metacritic heeft de film een gemiddelde score van 68/100, gebaseerd op 67 recensies.

## Prijzen en nominaties
| Jaar | Prijs                          | Categorie                                                    | Genomineerde(n)                                                          | Uitslag     |
| ---- | ------------------------------ | ------------------------------------------------------------ | ------------------------------------------------------------------------ | ----------- |
| 2021 | Grammy Award                   | Best Song Written for Visual Media, voor "No Time to Die"    | Billie Eilish & Finneas O'Connell                                        | Gewonnen    |
| 2021 | Hollywood Music in Media Award | Beste score – speelfilm                                      | Hans Zimmer                                                              | Genomineerd |
| 2021 | Hollywood Music in Media Award | Beste song – speelfilm, voor "No Time to Die"                | Billie Eilish & Finneas O'Connell                                        | Gewonnen    |
| 2021 | People's Choice Award          | The Movie of 2021                                            | The Movie of 2021                                                        | Genomineerd |
| 2021 | People's Choice Award          | The Action Movie of 2021                                     | The Action Movie of 2021                                                 | Genomineerd |
| 2021 | People's Choice Award          | The Male Movie Star of 2021                                  | Daniel Craig                                                             | Genomineerd |
| 2021 | People's Choice Award          | The Action Movie Star of 2021                                | Daniel Craig                                                             | Genomineerd |
| 2022 | Golden Globe                   | Beste filmsong, voor "No Time to Die"                        | Billie Eilish & Finneas O'Connell                                        | Gewonnen    |
| 2022 | American Cinema Editors Award  | Beste bewerkte speelfilm - Dramatisch                        | Tom Cross & Elliot Graham                                                | Genomineerd |
| 2022 | Visual Effects Society Award   | Uitstekende visuele effecten in een fotorealistische functie | Charlie Noble, Mara Bryan, Joel Green, Jonathan Fawkner & Chris Corbould | Genomineerd |
| 2022 | British Academy Film Award     | Uitzonderlijke Britse film                                   | Uitzonderlijke Britse film                                               | Genomineerd |
| 2022 | British Academy Film Award     | Beste cinematografie                                         | Linus Sandgren                                                           | Genomineerd |
| 2022 | British Academy Film Award     | Beste montage                                                | Tom Cross & Elliot Graham                                                | Gewonnen    |
| 2022 | British Academy Film Award     | Beste geluid                                                 | James Harrison, Simon Hayes, Paul Massey, Oliver Tarney & Mark Taylor    | Genomineerd |
| 2022 | British Academy Film Award     | Beste visuele effecten                                       | Mark Bakowski, Chris Corbould, Joel Green & Charlie Noble                | Genomineerd |
| 2022 | Critics Choice Award           | Beste visuele effecten                                       | Beste visuele effecten                                                   | Genomineerd |
| 2022 | Critics Choice Award           | Beste nummer, voor "No Time to Die"                          | Billie Eilish & Finneas O'Connell                                        | Gewonnen    |
| 2022 | Academy Award                  | Beste originele nummer, voor "No Time to Die"                | Billie Eilish & Finneas O'Connell                                        | Gewonnen    |
| 2022 | Academy Award                  | Beste geluid                                                 | Simon Hayes, Oliver Tarney, James Harrison, Paul Massey & Mark Taylor    | Genomineerd |
| 2022 | Academy Award                  | Beste visuele effecten                                       | Charlie Noble, Joel Green, Jonathan Fawkner & Chris Corbould             | Genomineerd |
| 2022 | Satellite Award                | Beste filmsong, voor "No Time to Die"                        | Billie Eilish & Finneas O'Connell                                        | Genomineerd |
| 2023 | Grammy Award                   | Best Score Soundtrack for Visual Media                       | Hans Zimmer                                                              | Genomineerd |